# 鶴形村
鶴形村（つるがたむら）は、秋田県山本郡にあった村。現在の能代市中部、米代川左岸、奥羽本線鶴形駅周辺にあたる。

## 地理
- 山：幟山、茂谷山 (能代市)
- 河川：米代川

## 建造物
- 鶴形金刀比羅宮

## 歴史
- 1889年（明治22年）4月1日 - 町村制の施行により、近世以来の鶴形村が単独で自治体を形成。
- 1955年（昭和30年）4月1日 - 能代市に編入。同日鶴形村廃止。

## 交通

### 鉄道路線
- 日本国有鉄道
  - 奥羽本線
    - 鶴形駅

### 道路
- 一級国道7号（羽州街道）

現在は旧村域を琴丘能代道路が通過するが、当時は未開通。